# Olivia Hoefkens
Olivia Hoefkens is een personage uit de Vlaamse soap Thuis dat gespeeld werd door Moora Vander Veken tussen 2014 en 2021.

## Fictieve biografie
Olivia is een tiener die het goed kan vinden met haar klasgenoten Lowie en Jana. Ze neemt Lowie in vertrouwen dat ze geadopteerd is door Lena Blondeel. Lowie mag wat klussen in het atelier van het klusbedrijf De Kabouters en Olivia stelt voor om daar een feestje te houden. Zonder dat Lowie dat eigenlijk wil, nodigt ze enkele vrienden uit. Op het feestje gaat het echter mis:  Olivia verwondt zich aan een kettingzaag en moet naar het ziekenhuis. Hierdoor raakt Lowie in de problemen bij Sam, de baas van De Kabouters.
Olivia heeft zich als vrijwilligster opgegeven om het eindejaarsbal te organiseren. Een week voor het bal wordt de geplande locatie door de brandweer afgekeurd. Olivia is in volle paniek, maar Lowie komt met een nieuwe locatie op de proppen: de polyvalente zaal van de Zus & Zo, en eigendom van zijn vader Luc Bomans. Als zij, Lowie en Jana alles aan het klaarmaken zijn, komt het tot een kus tussen haar en Lowie. Jana loopt jaloers weg.
Olivia is sindsdien samen met Lowie Bomans, waardoor ze ook diens vader, Luc, beter leert kennen. Olivia trekt als kotstudente in bij Lowie, die met het geld van de erfenis van zijn moeder een deel van een huis heeft gekocht. De relatie met Lowie en het contact met Luc leiden ertoe dat ze ruzie krijgt met haar beste vriendin Jana. Nadat de ruzie bijgelegd is, komt Jana ook bij hen 'op kot' wonen. Olivia maakt een moeilijke periode door wanneer haar ouders scheiden, en haar moeder Lena een relatie begint met de veel jongere Jens De Belder. Later loopt de vriendschap tussen Jana en Olivia op de klippen wanneer Lowie en Jana een aantal keer in bed belanden. Lowie biecht alles op aan Olivia, die hun relatie verbreekt. Uiteindelijk vergeeft ze Lowie en komen ze weer samen. Jana wordt op aandringen van Olivia echter uit het kot gezet. Een tijd lang is het koude oorlog tussen de twee, al lijkt die weer te ontdooien. Uiteindelijk vergeeft Olivia haar en komt Jana terug bij hen wonen. 
Lowie krijgt anonieme foto's aan waaruit lijkt dat Olivia wellicht een relatie heeft met Arne Guns. Olivia is er zeker van dat iemand haar wil zwartmaken en verdenkt Jessica Engels en Tamara Vereken die haar al langer pesten. Na een tijd worden Olivia en Tamara langzaam vrienden en Tamara beweert niets af te weten van de foto's, maar ze wil Olivia wel helpen achterhalen wie er verantwoordelijk voor is. Uiteindelijk ontdekt Tamara dat Jessica deze foto's maakt, omdat ze verliefd is op Tamara en zo hoopte indruk te maken op haar. Tamara verbreekt daarop de vriendschap.
Toch is Lowie het beu dat Olivia veel optrekt met Arne waardoor de relatie uiteindelijk breekt. Sindsdien doet iemand enkele keren drugs in Olivia's drank en wordt Lowie ten onrechte opgepakt. Enkele maanden later onthult Jana, die bij psychiater Ruben Huisman stage loopt, aan Olivia dat Arne de drugs in Olivia's drinken deed en zelfs op het punt stond om haar meerdere keren te verkrachten. Olivia gelooft Jana in eerste instantie niet, maar wanneer ze Arne confronteert, geeft die de feiten toe. Daarbij komt dat Jana een beroepsgeheim heeft gedeeld waardoor ze wordt geschorst aan de universiteit. Ze beslist om naar Amerika te verhuizen. Olivia wordt door Ruben uitgenodigd voor een gesprek tezamen met Arne. Daar bevestigt Arne het verhaal van Jana. Arne heeft psychologische problemen omdat hij de dood van zijn zus, die sterk op Olivia leek, niet heeft verwerkt.
Olivia en Arne hebben hierop een korte relatie maar gaan uiteindelijk op goeie voet uiteen. Niet veel later beseft Olivia dat ze nog steeds verliefd is op Lowie. Wanneer ze dit aan hem toegeeft, beantwoordt hij haar gevoelens en de twee worden opnieuw een koppel.
Als Olivia op een nieuwe school stage loopt, maakt ze kennis met Emil Mertens ,een leerling die problemen heeft met lezen. Zijn vader Lander Mertens werkt bij het taxibedrijf LEV. Hij is alleenstaande vader en hij heeft opvang nodig voor Emil, ondanks zijn late werkuren. Olivia stelt voor dat Emil na school mee mag naar het kot van Olivia en Lowie.
Olivia krijgt telefoon van Tim die Olivia vraagt om Lander zo lang mogelijk bezig te houden als hij Emil komt halen. Maar als Lander toekomt en de politie ziet, gijzelt hij Olivia en duwt een pistool tegen haar hoofd voor de ogen van zijn zoon Emil. Als Dieter mikt op Lander, raakt hij per ongeluk Sandrine De Decker. Later ontsnapt  Lander, maar wordt uiteindelijk weer opgepakt. Het blijkt dat hij ook de carjacker en de inbreker was. Olivia heeft het moeilijk om Emil af te staan aan de kinderzorg, en daarom besluit ze, samen met Lowie Bomans, pleegouder te worden van Emil.
Dit gaat een tijd goed, tot de zwangere Paulien door toedoen van Emil van de trap valt en een miskraam heeft. Emil is zo geschrokken door het voorval dat hij niet meer in het huis durft te wonen en naar een ander gezin gaat, tot groot verdriet van Olivia. 
Olivia wordt frenemies met Christine, haar collega op school en de nieuwe vriendin van Bob. Christine manipuleert Olivia meermaals om haar werk over te nemen en gunsten voor haar te doen. Wanneer ze zich tegen de andere leerkrachten uitspreekt over Olivia en de situatie met Emiel, is Olivia woedend en wrijft verf in het gezicht van Christine. De twee willen een tijd lang niet meer met elkaar spreken, maar uiteindelijk maakt Olivia het weer goed. Weliswaar niet voor lang. Olivia moet de vrijgezellenavond van Christine organiseren en maakt van de gelegenheid gebruik om haar te vernederen. Ze verven haar haar blauw met permanente kleurstof en doen haar geloven dat ze in een dronken bui een slippertje heeft begaan met een collega. Op de dag van het huwelijk van Christine en Bob onderbreekt Olivia de ceremonie om Bob te vertellen dat Tamara elk moment kan bevallen. Bob vertrekt meteen, ondanks dat Christine hem wijs probeert te maken dat ze ook zwanger is. Olivia gelooft hier niet van. Wanneer Bob en Christine uiteindelijk uiteen gaan, steekt Christine de schuld op Olivia en valt haar aan. Ze wordt tegengehouden door Bob en Lowie. 
Olivia wordt meter van het kind van Tamara, Leo. Ondertussen moet ze op zoek naar nieuw werk omdat haar contract is afgelopen. Ze wordt gecontacteerd door de nieuwe pleegmoeder van Emiel. Zij verhuizen binnenkort naar Londen en vragen Olivia mee als au-pair voor één jaar. Na enige twijfel besluit Olivia op het aanbod in te gaan. Op haar afscheidsfeestje smeedt ze samen met Dries een plannetje om Bob en Tamara weer samen te krijgen, en slagen hierin. 
Eenmaal in Londen gaat Lowie haar regelmatig bezoeken, maar ze heeft steeds minder tijd voor hem. Dit leidt ertoe dat Lowie haar bedriegt met onenightstand Frederieke. Olivia komt enkele dagen terug naar België op vraag van Lowie zodat hij haar de waarheid kan vertellen en het goed kan maken. Adil is echter op de hoogte en omdat hij zelf een oogje had op Frederieke, vertelt hij Olivia van het voorval voor Lowie dat zelf kan doen. Olivia is kwaad op Lowie en maakt het uiteindelijk uit. Aan Tamara geeft ze toe dat ze hem nog steeds graag ziet, maar te boos is om hem te vergeven. Ze vertrekt terug naar Londen.
Eind december 2020 keert Olivia terug uit Londen om Kerstmis en Nieuwjaar te vieren met haar vrienden. Na een moeilijk gesprek zegt ze tegen Lowie dat het tussen hen definitief gedaan is en vertrekt ze voorgoed naar haar moeder in Boston, waar ze ook gaat gaan werken.